# 日本文学
日本文學指的是以日本語寫作的文學作品，橫跨大約兩千年。早期作品受中國文學的影響，後來漸漸形成自有的文學風格和特色。19世紀日本重啟港口與西方國家貿易及展開外交關係之後，西方文學也開始影響日本的作家，直到今天仍然得見其影響力。
在日本，也有因為考慮到近來非日本籍的日裔作家，而採用「日語文學」稱呼的情形，但“日語文學”的概念一般忽略日本歷史上的漢詩漢文作品。

## 定義
關於日本文學的定義，歷來有眾多的說法...根據所用語言，發表的地區，文學形式等等的標準，日本文學的定義也不同。既有外國人寫的日語作品，也有日本人以外語寫的作品。比如西脇順三郎就用英語，日語；多和田葉子就以日語，德語來從事文學創作。考慮到像這樣國籍和居住地與其所用的語言不一致這一點，日語文學這種稱呼也隨之出現，但在這個情況下傳統的漢文漢詩的分類也變得微妙。

## 歷史
日本文學一般分為上古、中古、現代三個主要時期。

### 上古日本文學 (八世紀)
日本直到中國的漢字傳入之後才開始有書寫系統，但在最早漢字尚未能適用於書寫日語時，漢文仍是唯一的文學形式。直到後來才發展出能夠用於表記日語的萬葉假名（万葉仮名） ，純粹假借一套指定漢字的發音表記日語詩歌。奈良時代所創作的作品包括712年的《古事記》（神話史實參半的史書）、720年的《日本書紀》（日本流傳至今最早的正史，編年體）和759年的《萬葉集》（現存最早的詩歌總集，萬葉假名得名於此）等。
此時在文學創作上所使用的日文，無論在語法和音韻等方面皆與後來的日文有明顯的差別。甚至同時各地已經出現明顯方言上的差異。

### 古典日本文學 (九世紀至十二世紀)

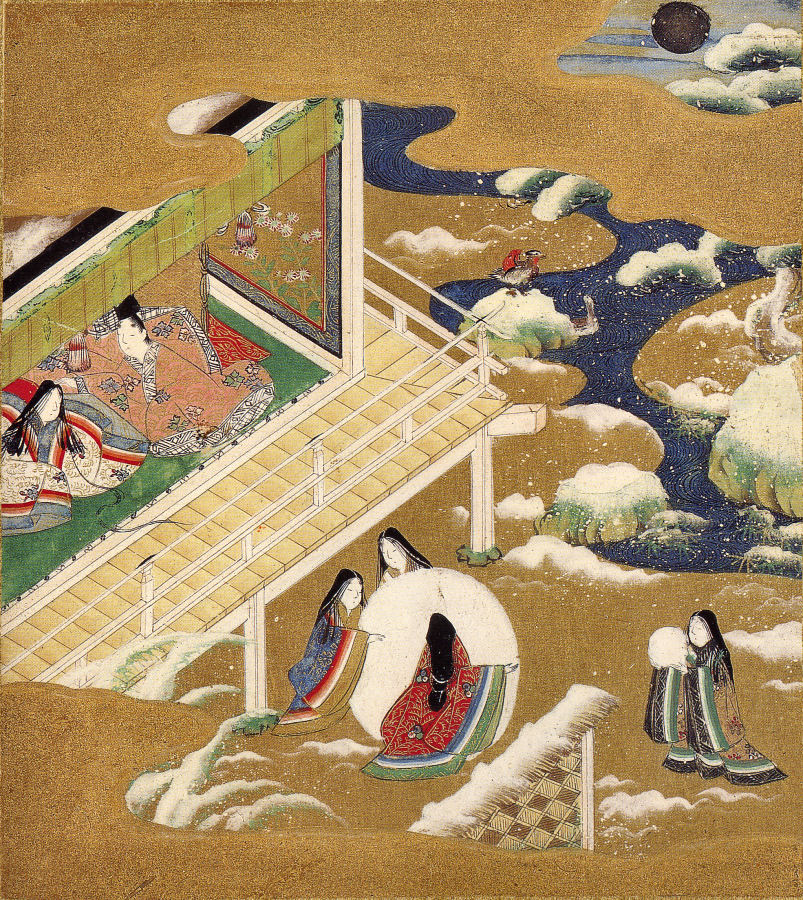
古典日本文學的經典名著《源氏物語》。

古典日本文學與日本平安時代的文學創作有著密不可分的關係，此時被譽為「日本藝術與文學的黃金時期」。女性文學家紫式部的著作《源氏物語》被視為當時最傑出的經典名著，該書也是全世界最早的長篇小說。此外同時代重要的文學作品尚有905年的《古今和歌集》（為一部和歌總集）以及990年代由另一位女性作家清少納言的《枕草子》（散文集，描述對生活、感情與貴族生活等的觀察感想）。伊呂波（いろは）是一首排列日文假名的全字母句（「いろは」是該詩歌的首三個音），同樣創作於平安時代前期。
相較於同時期中國正處於唐宋的詩歌黃金時期，當時的日本並沒有傑出的詩人，詩歌大都是宮中朝臣或女性所創作，而貴族氣息則反映在詩歌的端莊、老練，並注重修辭表達情感上。

### 中古日本文學 (十三世紀至十六世紀)
在這時期，日本經歷許多的內戰並因此出現了許多以戰爭及與其歷史有關為題材的故事。這段時期的特徵是洞察生死，簡樸的生活形式及以死作為補償。代表作有《平家物語》，寫於1371年，講述12世紀末源、平兩家互相鬥爭，爭霸日本的故事。其他比較重要的作品還有鴨長明《方丈記》，寫於1212年，及吉田兼好《徒然草》，成於1331年。其他比較重要的種類的文學還有連歌及能樂，兩者均在14世紀，室町幕府前期，發展迅速。

### 近代日本文學
這段時期的文學產生於歌舞昇平的德川時代，或稱江戶時代。由於在新的首都江戶（今東京）工人及中產階級崛起，不同形式的戲劇也發展起來，後來更演化為歌舞伎。在17世紀末，近松門左衛門就以歌舞伎及浄瑠璃而知名。松尾芭蕉則著有《奧之細道》，成於1702年，是一本遊記。北齋，可能是日本最有名的木板印刷工藝家，著有小說及他的代表作《富嶽三十六景》。
許多類型的文學誕生於江户時代，這有助提高增長中的城市人口的識字率以及圖書館的發展。雖然當時一小部分的西洋文化透過定居長崎的荷蘭人傳進日本，在早期近代日本小說的發展上，中國方言小說的輸入還是被認為是最大的外來的影響因素。井原西鶴就在日本誕下具有現代意識的小說，把一些方言的對白融進其富幽默機警的故事中。十返舍一九著有《東海道中膝栗毛》，是一部旅行見聞及喜劇。都賀庭鐘、建部綾足及冈岛冠山則大力地發展了讀本，是以散文寫成的歷史小說，受中國的章回小說《三國演義》及《水滸傳》影響。其中有兩部傑作成於上田秋成之手：《雨月物語》（1776年）及《春雨物語》（1809年）。山東京伝的讀本則是有關同性戀的故事。到關西的法律禁止這些作品，他就轉而創作富喜劇色彩的黄表紙，類型有恐怖、犯罪故事、倫理故事、戲劇及色情等等。這類型作品也通常富有彩色的木繪。
但是，在德川時代早期，學術性的作品主要以知識階層的語言漢文寫成，這就像在歐洲的拉丁文。

### 明治、大正與昭和時期文學

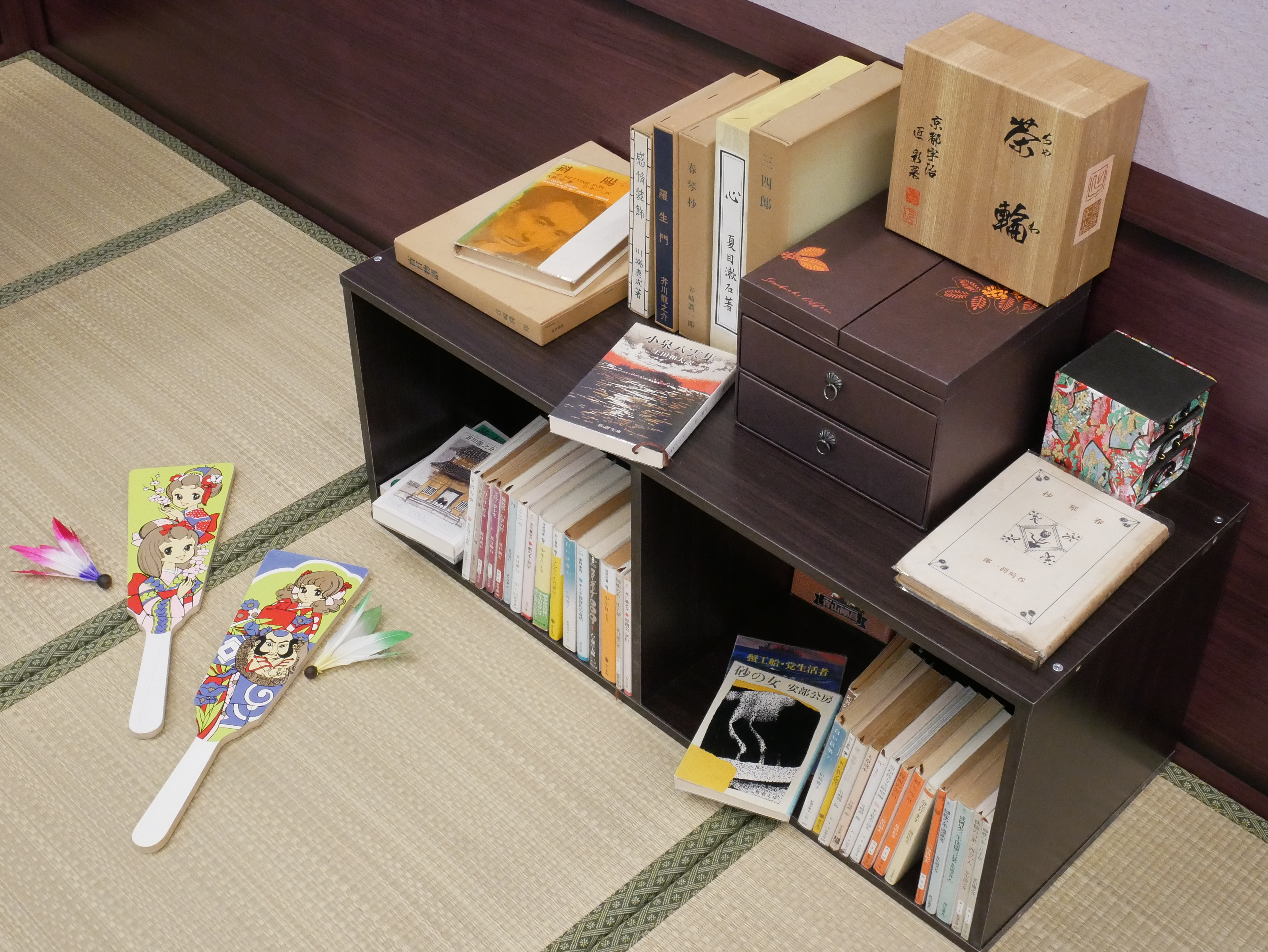
日本近代文學名著原文版

明治時代標誌著日本的大門向西方打開以及是一個迅速工業化的時期。這時期，隨著歐洲文學的引進自由詩也成為日本的詩歌的題栽之一。這種體裁主要是一些長篇的及體現新學術理念的作品。年輕日本散文家及劇作家爭相獵取新思想，但小說家還是最早把這些理念融入其作品之中。
當時新出現的通俗文學集中於“私小說”這一種體裁的創作以及一些不尋常的重要作家，比如夏目漱石，就寫下有名的小說《我是貓》。除此之外，他還有代表作《少爷》及《心》。被譽為“小說之神”的志賀直哉及森鷗外就致力於運用西方的文學風格及技巧。芥川龍之介也寫下不少有名的歷史短篇小說。尾崎紅葉、泉鏡花及樋口一葉等作家的風格則保留了近代日本文學早期的面貌。
在明治时代早期（1868－1880年代），福澤諭吉創作啟蒙文學，是近世描畫激烈轉變的社會的普及讀物。接著，在明治中期（1880年代後期至1890年代早期），坪内逍遥及二葉亭四迷開始引入現實主義，但在同時，古典主義的尾崎紅葉，山田美妙及幸田成行也大受歡迎。樋口一葉，是在當時少數的女性作家，以口語及文學語言用簡單的手法寫下一些關於該世代女人無力的短篇故事。泉鏡花，尾崎的追隨者，追求典雅的風格，其早期的小說如《外科室》（1895年）就用文學的語言寫成；後來的小說，比如《高野聖》（1900年）就用口語創作。

## 近現代文學
日本文學在十九世紀末期及二十世紀前期的長足發展下，早已打下豐厚的基礎。在50、60年代曾出現大量有關反戰、自我批判的文學，期間代表有野坂昭如的《螢火蟲之墓》。另一方面，亦有不少作家開始探討美學、社會等議題，如川端康成、三島由紀夫，川端康成更於1968年獲得諾貝爾文學獎。70、80年代，日本文學開始走向多元，內容亦擺脫灰暗、沉鬱的思想，最著名的代表有村上春樹。村上春樹的作品有著歐美式的輕盈及活力，他的文筆亦令他成為80年代日本文壇旗手。直到1990年代及2000年代，日本文學亦有進一步發展，人才輩出，如有東野圭吾、湊佳苗、貴志祐介等。1994年，大江健三郎成為第二位獲得諾貝爾文學獎的日本人。
伴隨網路科技的發展，日本撰寫網路小說的網路作家陸續崛起，主要針對高中生和中學生等年輕人讀者群的輕小說也成為新興文學。

## 日本文學形式
- 散文
  - 物語 - 古物語 - 虛構物語 - 歌物語 - 擬古物語 - 戰地物語
  - 説話
  - 小説 - 私小説 - 劇本
  - 戯曲 - 能 - 歌舞伎 - 文楽（人形浄瑠璃）
  - 随筆
  - 日記
  - 紀行
  - 傳記・自傳 - 往生傳
  - 文藝評論
  - 日本漢文

- 韻文
  - 詩 - 自由詩 - 定型詩 - 散文詩
  - 和歌 - 短歌 - 長歌 - 旋頭歌 - 佛足石歌
  - 連歌 - 俳諧連歌 - 狂歌 - 俳諧（連句）
  - 俳句 - 定型 - 自由律
  - 川柳 - 狂句
  - 短歌（近代短歌）
  - 歌謡 - 記紀歌謡 - 今様 - 小唄
  - 漢詩

## 與日本文學有關的文學活動
日本文學自古以來受中國文學很深的影響，到明治時代言文一致運動達到高峰位置為止，漢詩漢文在日本文學中佔有重要地位。
琉球文學的確立也與日本及中國文學有關連。
近代以來，日本文學深受英、法等歐美文學的影響，與近代漢語、朝鮮語文學關係密切。

## 代表文學家與經典作品

夏目漱石

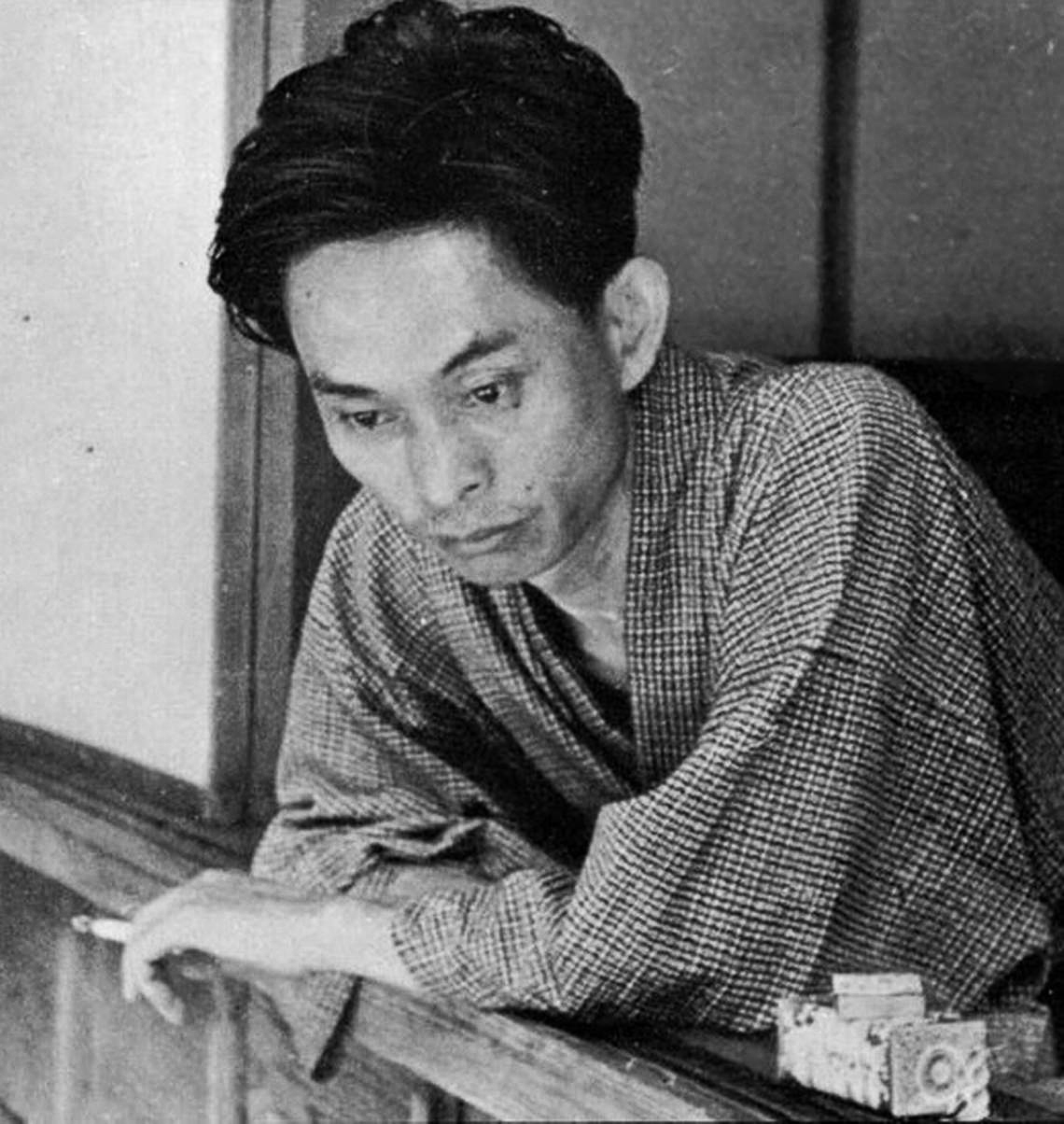
川端康成

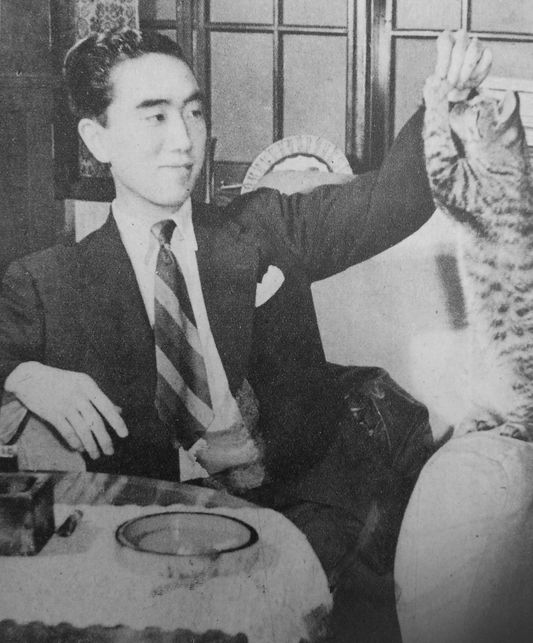
三島由紀夫

- 上古日本文學
  - 清少納言及其著作《枕草子》
  - 紫式部及其著作《源氏物語》
  - 和泉式部及其著作《和泉式部日記》
- 中古日本文學
  - 《平家物語》（1371）

- 近代日本文學
  - 井原西鶴（1642－1693）
  - 松尾芭蕉（1644－1694）
  - 近松門左衛門（1653－1725）
  - 上田秋成（1734－1809）
  - 山東京傳（1761－1816）
  - 鶴屋南北（1755－1829）
  - 十返舎一九（1765－1831）
  - 曲亭馬琴（1767－1848）

- 現代日本文學

- - 假名垣魯文（1829－1894）
  - 矢野龍溪（1851－1931）
  - 坪內逍遙（1859－1935）
  - 森鷗外（1862－1922）
  - 二葉亭四迷（1864－1909）
  - 正岡子規（18671902）
  - 幸田露伴（1867－1947）
  - 尾崎紅葉（1867－1903）
  - 夏目漱石（1867－1916）
  - 島村抱月（1871－1918）
  - 國木田獨步（1871－1908）
  - 樋口一葉（1872－1896）
  - 德田秋聲（1872－1943）
  - 島崎藤村（1872－1943）
  - 田山花袋（1872－1930）
  - 泉鏡花（1873－1939）
  - 岩野泡鳴（1873－1920）
  - 近松秋江（1876－1944）
  - 與謝野晶子（1878－1942）
  - 正宗白鳥（1879－1962）
  - 永井荷風（1879－1959）
  - 志賀直哉（1883－1971）
  - 石川啄木（1886－1912）
  - 谷崎潤一郎（1886－1965）
  - 芥川龍之介（1892－1927）
  - 吉川英治（1892－1962）
  - 金子光晴（1895－1975）
  - 宮澤賢治（1896－1933）
  - 壺井繁治（1897－1975）
  - 黑島傳治（1898－1943）
  - 石川淳（1899－1987）
  - 川端康成（1899－1972）
  - 宮本百合子（1899－1951）
  - 壺井榮（1899－1967）
  - 小熊秀雄（1901－1940）
  - 小林多喜二（1903－1933）
  - 石川達三（1905－1985）
  - 井上靖（1907－1991）
  - 太宰治（1909－1948）
  - 丘美丈二郎（1918－2003）
  - 水上勉（1919－2004）
  - 遠藤周作（1923－1996）
  - 安部公房（1924－1993）
  - 三島由紀夫（1925－1970）
  - 藤澤周平（1927－1997）
  - 井上廈（1934－2010）
  - 大江健三郎（1935－2023）
  - 中上健次（1946－1992）
  - 宮本輝（1947－）
  - 村上春樹（1949－）
  - 村上龍（1952－）